# Jesmyn Ward
Jesmyn Ward (Mississipi, 1º de abril de 1977) é uma romancista norte-americana. Em 2018, apareceu na lista de 100 pessoas mais influentes do ano pela Time.

## Obras
- Where the Line Bleeds (2008)
- Salvage the Bones (2011)
- Men We Reaped (2013)
- The Fire This Time (2016)
- Sing, Unburied, Sing: a novel (2017)
- Navigate Your Stars (2020)